# Klarinettenkonzert (Nielsen)
Carl Nielsens Konzert für Klarinette und Orchester, op. 57 [D.F.129] wurde für den Dänischen Klarinettisten Aage Oxenvad im Jahr 1928 geschrieben. Das Konzert besteht aus einem einzigen langen Satz mit vier verschiedenen Themengruppen.

## Geschichte
Im Jahr 1921 hörte Nielsen das Kopenhagener Bläserquintett bei der Einstudierung von Werken Mozarts. Er war von der Klangschönheit und der Musikalität dieses Ensembles beeindruckt und lernte seine Mitglieder bald näher kennen. Noch im selben Jahr schrieb er ein Bläserquintett ausdrücklich für dieses Ensemble. Der letzte Satz dieses Werks ist ein Thema und Variationen, in dem die Persönlichkeiten der fünf Musiker und ihrer jeweiligen Instrumente musikalisch dargestellt werden, ähnlich wie Edgar Elgar seine Freunde in den Enigma-Variationen porträtierte.
Nielsen wollte diese Idee weiterführen und für jeden seiner fünf Freunde ein eigenes Konzert schreiben. Nur zwei dieser Kompositionen kamen zustande. Für Gilbert Jespersen, den Nachfolger von Paul Hagemann als Flötist des Kopenhagener Quintetts, schrieb er 1926 sein Flötenkonzert. Carl Nielsens Freund Carl Johan Michaelsen musste ihn dann mehrmals drängen, bevor er begann, ein zweites Konzert für ein Mitglied des Kopenhagener Bläserquintetts zu komponieren. Diesmal ging es um den Klarinettisten Aage Oxenvad. Nielsen begann im Frühjahr 1928 mit der Komposition. Am 15. August stellte er die Partitur in Damgaard fertig. Emil Telmányi hatte bereits mit einer Bearbeitung für Klavier begonnen, die Oxenvad zur Verfügung gestellt wurde, der sich darüber beschwerte, dass Nielsen die Klarinette spielen können müsse, da er systematisch die am schwierigsten zu spielenden Töne verwendet habe.
Das Konzert wurde am 14. September bei einem Privatkonzert in Carl Johan Michaelsens Sommervilla Højtofte in Humlebæk, nördlich von Kopenhagen, uraufgeführt. Der Solist war Oxenvad, dem das Konzert gewidmet ist. Zweiundzwanzig Mitglieder der Chapel Royal wurden von Emil Telmányi dirigiert. Die erste öffentliche Aufführung fand am 11. Oktober in Kopenhagen mit denselben Musikern statt und wurde allgemein positiv aufgenommen. Politiken schrieb:

„…han har udløst Klarinettens Sjæl, ikke blot dens Vilddyr-Væsen, men ogsaa dens særlige Art af – barsk -Lyrik… Dette Værk kan næppe finde en mere homogen Fortolkning. Oxenvads Tone er i Pagt med Trolde og Jætter, og han har Sind, barsk og firkantet Urkraft med blaaøjet dansk Mildhed iblandt. Sikkert har Carl Nielsen ogsaa hørt hans Klarinet klinge, da han skrev sin Koncert“

„… er hat die Seele der Klarinette befreit, nicht nur den Aspekt des wilden Tieres, sondern auch ihre besondere Art von rücksichtsloser Poesie…. Dieses Werk hätte kaum eine homogenere Interpretation finden können. Oxenvads Klangfülle steht im Einklang mit den Trollen und den Riesen, und er hat Seele, eine raue und stämmige Urgewalt, gemischt mit naiver dänischer Milde. Sicherlich hatte Carl Nielsen bei der Komposition dieses Konzerts seinen besonderen Klarinettenklang im Sinn.“

Nach einer anderen Quelle soll die Uraufführung gemischtes Echo hervorgerufen haben. In der Folgezeit fand das Werk eine breite Anerkennung. Es gehört neben den Konzerten von Paul Hindemith (1947) und Aaron Copland (1948) zu den wichtigsten Werken der Klarinettenliteratur des 20. Jahrhunderts und zum Repertoire fast aller Soloklarinettisten.
Das Konzert entstand in einer der schwierigsten Phasen in Nielsens Leben. Er war dreiundsechzig und hatte in ganz Skandinavien einen beachtlichen Ruf erlangt; dennoch war er enttäuscht, dass seine Musik kein breiteres Publikum erreicht hatte, er war zutiefst beunruhigt über den unruhigen Zustand der Welt und wusste, dass seine Tage gezählt waren.
Vielleicht ist dies der Grund für den erbitterten Kampf, der sich durch das gesamte Konzert zieht – ein Krieg zwischen den Tonarten F-Dur und E-Dur. Jedes Mal, wenn die Feindseligkeiten beendet zu sein scheinen, stachelt eine Kleine Trommel die Kämpfer zu neuen Auseinandersetzungen an.

## Aufbau
Unter Umgehung der großen klassischen Konzertform hat Nielsen das Klarinettenkonzert in einen einzigen durchgehenden Satz gegossen. Es beginnt mit einem festen Allegretto un poco, das durch ein etwas liedhafteres zweites Thema aufgelockert wird. Es gibt viele stürmische Auseinandersetzungen zwischen dem Solisten und dem Orchester und zwischen den beiden konkurrierenden Haupttonarten. Es folgt ein Poco adagio, das mehrmals von schnelleren, unruhigeren Abschnitten unterbrochen wird. Der letzte Teil ist ein energisches Allegro vivace, aber eine Rückkehr zum Adagio bringt das Werk zu dem, was Robert Simpson ein Ende von „ruhiger Strenge“ nennt, wobei die Tonart F-Dur schließlich triumphiert.
In seiner bewundernswert gründlichen Studie über Carl Nielsen und seine Musik weist Robert Simpson darauf hin, wie erfinderisch der Komponist die Tonalität nutzte, und das zu einer Zeit, als andere Komponisten sie zugunsten der Atonalität verwarfen.
Trotz des Sturms und des Stresses im Konzert hat der Komponist seine Kräfte fast auf Kammermusik-Verhältnisse reduziert. Neben der Soloklarinette sind in der Partitur nur noch zwei Fagotte, zwei Hörner, eine kleine Trommel und Streicher vorgesehen. Da die kleine Trommel in dem Stück eine wichtige Rolle spielt, ist auch im Klavierauszug eine kleine Trommel vorgesehen.

## Festkonzert
Das Klarinettenkonzert war eines der drei Stücke, die für das Galakonzert in Kopenhagen anlässlich des 150. Geburtstages von Carl Nielsen am 3. Oktober 2015 ausgewählt wurden. Begleitet vom Danmark Radio’s Symphony Orchestra unter der Leitung von Juanjo Mena, war der finnische Klarinettist Olli Leppäniemi (geb. 1980).

## Diskographie
Aufnahmen auf CD erhältlich (Auswahl)
- Louis Cahuzac. Nielsen, the Historic Recordings. Clarinet Classics cc0002 © 1992, (p) 1947, Ersteinspielung auf Vinyl 78 rpm
- Arne Møller. Nielsen, Classico CLASSCD 514 (im Album CLASSCD 514-15) (c) 1965, (p) 1965
- Benny Goodman. Nielsen…, RCA Classics (Classical Navigator 88) 74321 29255 2 (c) 1995, (p) 1966
- John Bruce Yeh. Klarinettenkonzert Centaur CRC 2024, (c) 1985, (p) 1985
- Janet Hilton. Concertos, Chandos CHAN 8618, (c) 1988 (p) 1988
- Niels Thomsen. Nielsen, Chandos CHAN 8894, (c) 1990, (p) 1990
- Philippe Cuper. Copland/Francaix/Nielsen, ADDA 581315 © 1993, (p) 1992
- François Benda. Feuerwerke, FONO FSM FCD 97 212 © 1995, (p) 1995 (Aufnahme von 1993)
- François Benda. GENUIN GEN88128 © 2008, (p) 2008 (Wiederveröffentlichung der Aufnahme von 1993)
- Walter Boeykens. Nielsen, Harmonia Mundi 901489 © 1994, (p) 1994
- Richard Stoltzman. Lutoslawski/Nielsen/Prokofiev, RCA Victor Red Seal 09026-63836-2 (c) 2001, (p) 2001
- Sabine Meyer. Carl Nielsen: Clarinet & Flute Concertos; Wind Quintet, Warner Classics, 2007
- Martin Fröst. Nielsen & Aho Klarinettenkonzerte, BIS SACD-1463 (c) 2007, (p) 2007
- Andreas Sundén. Carl Nielsen Solo Concertos, Daphne 1056 (c) 2018, (p) 2018
- Sebastian Manz. Nielsen & Lindberg Klarinettenkonzerte Berlin Classics 0301351BC © 2020, (p) 2019